# Neptuneopsis gilchristi
Neptuneopsis gilchristi, tên tiếng Anh: Gilchrist's volute, là một loài ốc biển, là động vật thân mềm chân bụng sống ở biển trong họ Volutidae, họ ốc dừa.

## Hình ảnh

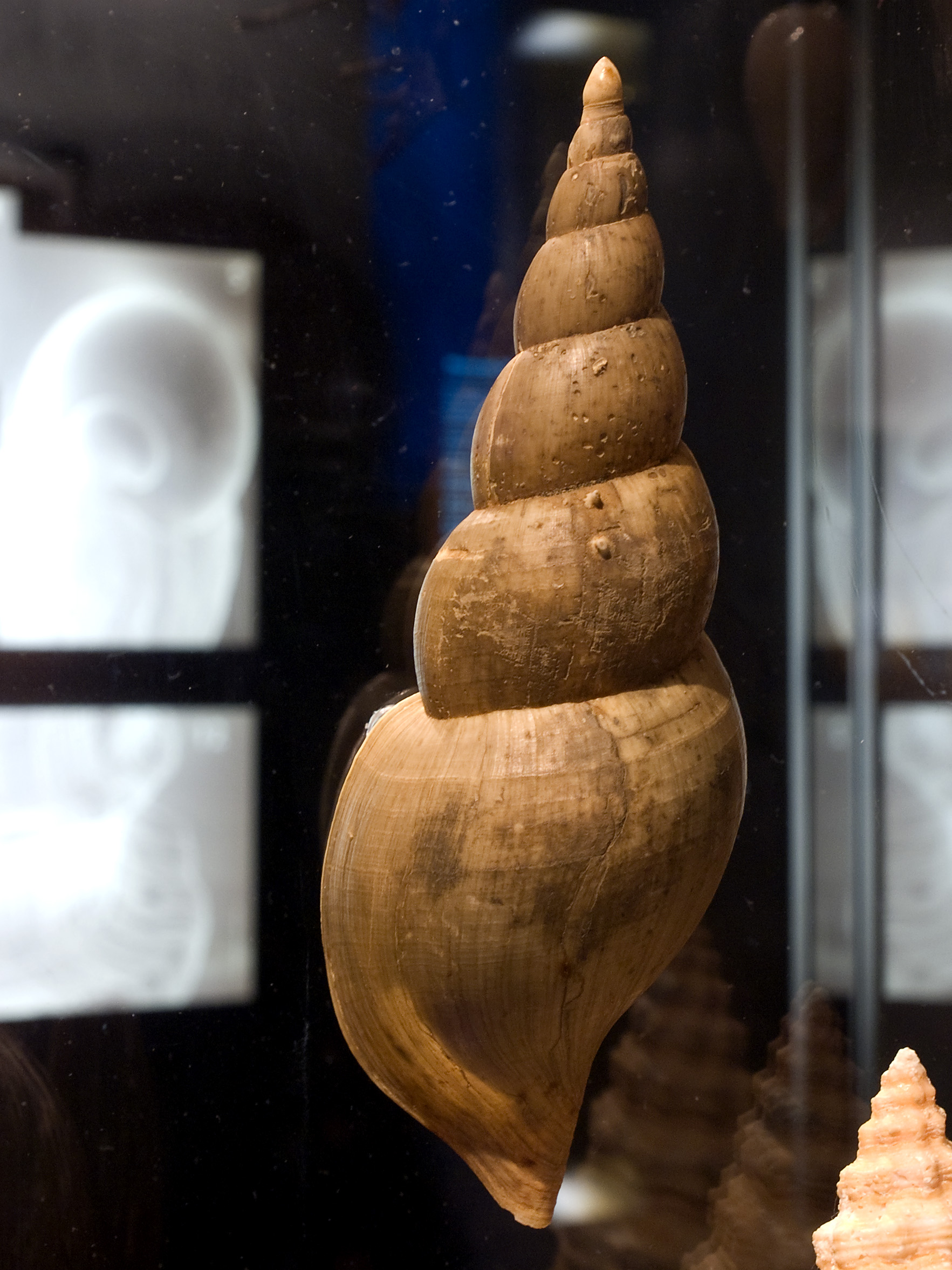